# Telioneura puelengei
Telioneura puelengei là một loài bướm đêm thuộc phân họ Arctiinae, họ Erebidae.